# Sturmgewehr 45 (Mauser)
A Sturmgewehr 45 (Mauser) - StG45(M) foi um protótito de espingarda de assalto (Sturmgewehr) desenvolvido pela Mauser para as Forças Armadas Alemãs no final da Segunda Guerra Mundial. A StG45(M) disparava a munição 7,92 mm Kurz com uma cadência de tiro de cerca de 450 tpm.

## Perspectiva
A Sturmgewehr 45 destinava-se a substituir ou complementar a espingarda de assalto Sturmgewehr 44 (StG44), muito cara e difícil de produzir. Comparada com o custo de 70 Reichsmark da StG44, a StG45(M) custaria 45 Reichsmark. Este preço mais reduzido era especialmente surpreendente dada a falta de eficiência da industria alemã no final da Segunda Guerra Mundial. Apesar de se pretender que o StG45(M) utilizasse o carregador de 30 munições do do StG44, os engenheiros da Mauser desenvolveram um carregador de 10 munições, mais curto, que permitia um perfil mais baixo que facilitasse o tiro a partir de uma trincheira ou em posição deitada.
Apenas foram produzidos componentes para cerca de 30 unidades completadas antes do final da guerra. Apesar de não ter chegado a ser adoptada pela Wehrmacht, o sistema mecânico da StG45(M) serviu de base a armas famosas, desenvolvidas posteriormente à Segunda Guerra Mundial, como o CETME, a SIG 510, a Heckler & Koch G3 e a MP5.